# Гессий Флор
Ге́ссий Флор (неверно — Цестий; лат. (Gaius) Gessius Florus; умер после 66 года) — государственный деятель времен ранней Римской империи, прокуратор Иудеи в 64—66 годах.

## Биография
Флор принадлежал к неименитому плебейскому роду южноэтрусского происхождения (согласно одной из версий). Его преномен точно не установлен, однако, на основании одной, обнаруженной в Африке, надписи, можно предположить, что его звали Гаем.
Начиная с 64 года Гессий в качестве прокуратора управлял Иудеей. Опираясь на благосклонность, которой пользовалась его жена у жены Нерона, Поппеи, он позволял себе самые вопиющие злоупотребления. Он был до того ненавистен иудеям, что в сравнении с ним предыдущий прокуратор Альбин считался ими образцом добродетели. Оказывал покровительство сикариям, делившим с ним награбленные имущества.
Однажды он потребовал из храмовой кассы 18 талантов золота. Получив отказ, он перебил 3 600 евреев (16 ияра 66 года). Царица Береника тщетно на коленях просила его остановить резню. Он даже потребовал дружественного приёма для своих войск, которым было приказано взять храм. Но встретив сильный отпор со стороны населения, вынужден был удалиться.
Многие стали выселяться из Иудеи, а затем произошло и всеобщее восстание, закончившееся разрушением Иерусалима.
Когда вспыхнуло восстание, Гессий Флор дал полную волю грекам Кесареи громить иудеев. Большинство последних было перебито, остальные сосланы на галеры.
Флора на посту прокуратора сменил Марк Антоний Юлиан (66—70 годы).